# 蘭嶼樹杞羽爪節蜱
蘭嶼樹杞羽爪節蜱（学名：Diptilomiopus elliptus）为双羽爪節蜱科羽爪節蜱屬下的一个种。